# Epidendrum arachnoglossum
Epidendrum arachnoglossum är en orkidéart som beskrevs av Heinrich Gustav Reichenbach och Éduard-François André. Epidendrum arachnoglossum ingår i släktet Epidendrum och familjen orkidéer.
Artens utbredningsområde är Ecuador. Inga underarter finns listade i Catalogue of Life.